# Dancing Heart
Pour plus de détails, voir Fiche technique et Distribution.
Dancing Heart (Bravetown) est un film américain indépendant écrit par Oscar Orlando Torres et réalisé par Daniel Duran. Le film est sorti dans une version limitée et par le biais de la vidéo à la demande le 8 mai 2015, par Entertainment One.

## Synopsis
Josh est un DJ talentueux qui, après une overdose accidentelle, va vivre avec son père dans le Dakota du Nord. Alex, un ancien soldat, va le prendre sous son aile.

## Distribution
- Lucas Till : Josh Harvest
- Kherington Payne : Mary Johnson
- Josh Duhamel : Alexander Weller
- Jae Head : Tony
- Sharlene Taule : Angie
- Tom Everett Scott : Jim
- Maria Bello : Martha
- Laura Dern : Annie

## Fiche technique
- Titre original : Bravetown
- Titre français : Dancing Heart
- Réalisation : Daniel Duran
- Scénario : Oscar Orlando Torres
- Décors : Stephen Arndt
- Costumes : Heather Neale
- Photographie : Angel Barroeta
- Montage : Matt Evans, Adam Gerstel
- Musique : Angelo Milli
- Direction artistique : Réjean Labrie
- Distribution : Entertainment One
- Production : Danny Rodriguez, Phyllis Laing, Oscar Orlando Torres et Rhonda Baker
  - Société de production : 2 Wolves Films
  - Société de distribution : Entertainment One
- Pays de production :  États-Unis
- Budget :
- Durée : 115 minutes
- Date de sortie :
  - États-Unis : 8 mai 2015

## Production
Au cours de la production du film, il a été initialement intitulé Strings.
Le tournage du film a débuté le 9 juin 2013, à Winnipeg, puis à Selkirk, au Manitoba.